# Elizabeth Comyn
Elizabeth Comyn (1er novembre 1299 – 20 novembre 1372) est une femme de la noblesse anglaise du XIVe siècle.

## Biographie

### Origines et jeunesse
Née le 1er novembre 1299, Elizabeth Comyn est le troisième enfant de John III Comyn, dit « le Rouge », 6e seigneur de Badenoch, et de son épouse Jeanne de Valence. Elle est issue d'un prestigieux lignage : du côté paternel, elle est une petite-nièce de Jean Balliol, roi d'Écosse entre 1292 et 1296, tandis que du côté maternel, elle est une petite-fille de Guillaume de Valence, un demi-frère du roi Henri III d'Angleterre, et de Jeanne de Montchensy, une descendante du célèbre Guillaume le Maréchal. En outre, son grand-père paternel John II Comyn a été un prétendant sérieux lors de la crise de succession écossaise entre 1290 et 1292. Elizabeth a un frère aîné, John IV Comyn, 7e seigneur de Badenoch, et une sœur aînée, Jeanne, qui épousera plus tard David II Strathbogie, 10e comte d'Atholl.
Le 10 février 1306, son père John III Comyn est assassiné au couvent des franciscains de Dumfries par son rival Robert Bruce, comte de Carrick et 7e seigneur d'Annandale. Bruce semble avoir craint que Comyn ne révèle au roi Édouard Ier d'Angleterre, qui a conquis l'Écosse en 1296, ses plans pour restaurer la royauté écossaise à son profit. Effectivement, quelques semaines plus tard, Robert Bruce est couronné le 25 mars 1306 à Scone roi d'Écosse. Par mesure de sécurité, Édouard Ier ordonne à Jeanne de Valence d'envoyer immédiatement ses trois enfants en Angleterre, afin d'échapper à la vindicte des partisans de Robert Bruce. On ignore où sont élevés les enfants de John III Comyn, mais il est possible qu'ils aient été envoyés auprès de leur oncle maternel Aymar de Valence, 2e comte de Pembroke, dont ils sont les héritiers, ce dernier n'ayant aucun descendant. De son côté, John IV Comyn est tué à la bataille de Bannockburn le 24 juin 1314 en soutenant Édouard II contre Robert Bruce.
Après la mort de son frère aîné, Elizabeth devient avec sa sœur Jeanne cohéritière de ses possessions, après que son fils Aymar soit mort en bas âge peu avant le 26 mai 1316. Cependant, comme les titres et terres écossais familiaux ont été confisqués par Robert Bruce, elles n'héritent de pratiquement rien. En dépit de la mort de leur frère, les deux sœurs ne voient pas leurs statuts de cohéritières de la fortune de leur oncle Aymar de Valence remis en cause. Ce dernier meurt subitement le 24 juin 1324 et ses deux mariages successifs avec Béatrix de Clermont-Nesle puis Marie de Châtillon-Saint-Pol n'ont laissé aucune descendance légitime. Ses possessions sont alors partagées entre Elizabeth Comyn, sa sœur Jeanne et leur cousin John Hastings, 2e baron Hastings, qui est un fils de leur tante maternelle Isabelle de Valence. Elizabeth hérite pour sa part de Goodrich, dans le Herefordshire, et de Painswick, dans le Gloucestershire. Étonnamment pour une si importante héritière, et contrairement à sa sœur, elle n'est toujours pas mariée au moment de la mort de son oncle, alors qu'elle est âgée de 24 ans.

### Séquestration par les Despenser
Au moment où meurt Aymar de Valence, le roi Édouard II accorde des faveurs démesurées à ses courtisans Hugues le Despenser, dit « l'Aîné », 1er comte de Winchester, et Hugues le Despenser, dit « le Jeune ». Les Despenser usent de leur influence illimitée pour étendre leurs possessions dans toute l'Angleterre et s'attaquent en particulier à des personnes vulnérables, telles les femmes veuves ou dont les époux ont perdu la confiance du roi. Contrairement à Lawrence Hastings, le fils et héritier de John Hastings — qui meurt prématurément le 20 janvier 1325 — dont ils ont obtenu la garde afin de le marier à l'un des membres de leur famille et ainsi acquérir ses riches possessions, les Despenser ne disposent pas de la garde d'Elizabeth Comyn, celle-ci étant majeure. Par conséquent, ces derniers décident d'employer des mesures drastiques pour s'emparer des possessions d'Elizabeth. Ainsi, comme elle l'affirmera lors d'une enquête diligentée par le roi Édouard III en mars 1328, elle est enlevée en avril 1324 du manoir d'Hugues le Despenser l'Aîné situé à Kennington, dans le Surrey, et détenue à Woking, puis à Pirbright.
L'enlèvement d'Elizabeth Comyn survient avant même la mort de son oncle Aymar de Valence et constitue peut-être une revanche personnelle de la part des Despenser envers le comte, qui avait persuadé Édouard II en 1321 de les exiler afin de préserver la paix dans le royaume. Selon l'historienne Natalie Fryde, Hugues le Despenser le Jeune aurait espéré marier Elizabeth à son fils aîné Hugues, même s'il abandonne assez vite ce projet. Retenue prisonnière par Hugues l'Aîné, Elizabeth est contrainte le 20 avril 1325 « contre sa volonté et par des menaces de mort » de lui abandonner Painswick,, tandis qu'elle laisse Goodrich à Hugues le Jeune,,. Le paiement d'une prétendue dette de 20 000 livres qu'Elizabeth aurait dû payer aux Despenser sert de prétexte à la transaction. Enfin, la jeune héritière est contrainte de céder à Édouard II ses terres situées à Swanscombe, dans le Kent, dont la transaction est supervisée le 5 juillet 1325 par le juge John de Bourchier, un allié des favoris royaux. Le roi remet immédiatement Swanscombe aux Despenser, comme « présent, pour les bons services qu'ils ont rendus ».
La division des possessions d'Aymar de Valence ne s'opère en revanche qu'au début de l'année 1325. Elizabeth Comyn reçoit formellement sa part le 21 ou 22 mars 1325, alors qu'elle à ce moment-là en captivité et qu'elle vient de reconnaître à Hugues le Despenser l'Aîné une dette colossale de 10 000 livres. Elle ne demeure en possession de ses manoirs qu'un mois et abandonne avec eux de prestigieux revenus annuels estimés à 41 livres pour Goodrich, 59 livres pour Painswick et 38 livres pour Swanscombe. Le fait qu'Elizabeth ait été incarcérée avant même la mort de son oncle et pendant une année a été remis en cause par certains historiens, dont Kathryn Warner. Par ailleurs, il sera même affirmé dans une pétition du 19 février 1331 que Hugues le Jeune aurait arrangé la division de l'héritage du comte de Pembroke à son propre avantage, puisqu'il aurait alors été marié à Elizabeth Comyn. Cette déclaration est fausse, car il demeure l'époux d'Éléonore de Clare jusqu'à sa propre mort en 1326. Malgré ces nombreuses confusions, il semble certain qu'Elizabeth Comyn est libérée en octobre 1325.

### Mariages et fin de vie
Le 9 juillet 1326, Édouard II accorde dix livres à Richard Talbot, le fils aîné et héritier de Gilbert Talbot, 1er baron Talbot, « qui avait secrètement épousé la dame [Elizabeth] Comyn à Pirbright ». Richard Talbot a auparavant servi les Despenser et reçoit d'Hugues le Jeune le 17 juillet un prêt de dix livres. Peut-être en raison de ses bonnes relations avec la cour, il n'est pas condamné à payer une amende pour s'être marié à une importante héritière sans l'autorisation royale. Il est possible qu'Elizabeth se soit dépêchée de se marier à un proche serviteur des Despenser immédiatement après sa libération en octobre 1325 afin d'éviter d'être à nouveau séquestrée, bien que l'on ne dispose d'aucune preuve permettant de corroborer une telle hypothèse. Ce qui est sûr en revanche, c'est que son nouvel époux rallie rapidement le parti de la reine Isabelle lorsque cette dernière renverse Édouard II et fait exécuter les Despenser à l'automne 1326. Il profite de cette occasion d'ailleurs pour reprendre possession de Goodrich, où il s'installe avec Elizabeth,.
Sous le règne d'Édouard III, Elizabeth Comyn et Richard Talbot essaient de récupérer une partie de ses possessions. Le 8 mars 1328, le roi ordonne qu'une enquête soit conduite afin de déterminer le bien-fondé des revendications d'Elizabeth. Elle sera suivie d'une autre investigation le 12 juillet 1348. Le 27 octobre 1330, Édouard III accorde son pardon à Elizabeth « de diverses reconnaissances faites aux Despenser à la fin du règne, alors qu'elle n'était pas mariée, sur la foi de preuves dignes de foi qu'elle était contrainte d'y être liée par la force et la contrainte ». Toutefois, dans la pétition du 19 février 1331, son neveu David III Strathbogie, 11e comte d'Atholl, déclare que Hugues le Despenser le Jeune a abusé de ses pouvoirs pour établir une partition de l'héritage d'Aymar de Valence en faveur d'Elizabeth et réclame un nouveau partage des possessions du défunt comte, auquel s'opposent Elizabeth Comyn et son époux Richard Talbot. Édouard III ordonne le 29 mars 1332 et le 22 mars 1336 de nouvelles enquêtes, qui concluent seulement qu'Elizabeth n'était pas bénéficiaire du partage opéré en sa faveur.
Le mariage d'Elizabeth Comyn avec Richard Talbot produit un seul fils, Gilbert Talbot, né aux alentours de 1332. Après la fin des litiges concernant son héritage, elle mène une existence relativement discrète : son mari acquiert une certaine influence auprès du roi Édouard III et se distingue militairement au cours des guerres d'indépendance de l'Écosse ainsi que pendant la guerre de Cent Ans. À la mort de son beau-père en février 1346, elle devient baronne Talbot. Elizabeth devient veuve le 23 octobre 1356. À une date inconnue située entre le 21 février 1357 et le 16 février 1360, elle se remarie en secondes noces avec un certain John Bromwich. Les dernières années de sa vie demeurent complètement inconnues, mais on sait avec certitude qu'elle meurt le 20 novembre 1372, à l'âge assez avancé pour l'époque de 73 ans. L'intégralité de ses possessions est alors héritée par son seul fils Gilbert et sera conservée par ses descendants, parmi lesquels figurent les comtes de Shrewsbury du XVe au XVIIe siècle ainsi que les ducs de Norfolk aux XVIIe et XVIIIe siècles.